# Christus König von Belalcázar

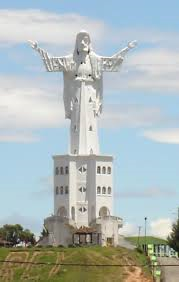
Das Monument des König Christus von Belalcázar

Der König Christus von Belalcázar (span.: El Cristo Rey de Belalcázar) ist eine rund 26 Meter hohe Christusstatue im Departement Caldas in Kolumbien. Sie wurde in den Jahren 1948 bis 1954 aus Stahlbeton erbaut. Die Gesamthöhe des Monuments beträgt 45,5 m. Der vierstöckige Unterbau ist rund 20 Meter hoch. 
Das Monument steht auf dem „Cerro del Oso“ auf 1’632 Meter ü. M. 
Im Innern erlauben es die 167 Stufen, bis in den Kopf der Statue hochzusteigen, auch die ausgestreckten Armen sind begehbar. In der ersten Etage befindet sich eine kleine Kapelle.
Der Christus der Belalcázar ist ein Denkmal von internationalem Rang, wird aber vernachlässigt, da weder die Eigentümer noch die lokale Regierung Geld für seinen Unterhalt haben.   